# Federico Peña
Pour les articles homonymes, voir Peña (homonymie).
Federico Peña, né le 15 mars 1947 à Laredo (Texas), est un homme politique américain. Membre du Parti démocrate, il est maire de Denver entre 1983 et 1991, secrétaire aux Transports entre 1993 et 1997 puis secrétaire à l'Énergie entre 1997 et 1998 dans l'administration du président Bill Clinton.

## Biographie
Né à Laredo (Texas), il obtient un bachelor of arts (1969) et un doctorat en droit de l'université du Texas à Austin et de l'école de droit de l'université du Texas. Il s'installe au Colorado où il devient avocat. Il est élu à la Chambre des représentants du Colorado comme démocrate en 1979 où il devient le chef de la minorité à la Chambre. En 1983, Federico Peña bat le maire sortant William H. McNichols, Jr. et devint le premier maire hispanique de Denver, poste où il est réélu en 1987. Il conseille Bill Clinton sur les questions de transport lors de sa campagne présidentielle de 1992 et ce dernier le choisit pour être à la tête du département des Transports des États-Unis. Il a été le survivant désigné pendant le discours sur l’état de l’Union de 1995.
Après l'administration Clinton, il a rejoint une firme d'investissement à Denver.
Il soutient la candidature démocrate de Barack Obama à partir de septembre 2007, en vue de l'élection présidentielle de 2008 et siège dans son équipe de campagne.

## Source
- (en) Cet article est partiellement ou en totalité issu de l’article de Wikipédia en anglais intitulé « Federico Peña » (voir la liste des auteurs).